# Candona scopulosa
Candona scopulosa är en kräftdjursart som beskrevs av N. C. Furtos 1933. Candona scopulosa ingår i släktet Candona och familjen Candonidae. Inga underarter finns listade.